# Amblyomma crassum
Amblyomma crassum är en fästingart som beskrevs av Robinson 1926. Amblyomma crassum ingår i släktet Amblyomma och familjen hårda fästingar. Inga underarter finns listade i Catalogue of Life.